# Barri Sharqi (nahija)
Nahija Barri Sharqi (ar. ناحية بري شرقي)  je sirijska nahija u okrugu Salamiyah u pokrajini Hama. Po popisu iz 2004. (prije rata), nahija je imala 13.767 stanovnika. Administrativno sjedište je u naselju Barri Sharqi.